# Кірзнер Ігор Михайлович
І́гор Миха́йлович Кі́рзнер — український шашкіст (міжнародні шашки), міжнародний гросмейстер, майстер спорту України міжнародного класу — 1997, суддя 1-ї категорії.
Тренер-викладач вищої категорії, ДЮСШ та спортивного клубу «Мотор-Січ» (Запоріжжя) від 1985 року.

## Спортивні досягнення
- чемпіон України з класичних міжнародних шашок 1995, 1998, 1999 та 2005 років,
- Чемпіонат Європи по міжнародним шашкам-2006, Бовец, 3 місце серед чоловіків,
- Чемпіонат світу по міжнародним шашкам-2007 (бліц), Назарет, 3 місце,
- чемпіон України з миттєвих міжнародних шашок 2014 року,
- учасник Чемпіонату світу по швидких шашках-2015, Ізмір,
- багаторазовий учасник чемпіонатів світу та Європи

## Серед вихованців
- чемпіонка світу в складі команди Людмила Литвиненко
- володарка Кубка Європи-2007 Дарія Ткаченко
- чемпіон світу-2013 серед юніорів Денис Меженін
- чемпіон світу-2014 серед юніорів Ганна Дмитренко